# Juan Manuel Olivera
Juan Manuel Olivera López (Montevideo, Uruguay, 14 de agosto de 1981) es un ex futbolista uruguayo que jugaba como delantero. Pasó por clubes de Argentina, Brasil, Chile, Paraguay, México, Uruguay, y del continente asiático, consiguiendo seis títulos nacionales en total. Actualmente es entrenador del Danubio de la Primera División de Uruguay.

## Trayectoria
Comenzó su carrera profesional en el club Danubio de Montevideo en el 2001, permaneciendo hasta 2004 en el club. En dicho período marcó 39 goles jugando 109 partidos. El 2004 fue cedido al San Lorenzo de Argentina, siendo vendido al año siguiente al Cruz Azul de México, donde alcanzó a jugar tan solo 2 partidos (logrando convertir el mismo número de goles). Ese mismo año el cuadro cementero lo mandó a préstamo a la Universidad de Chile, llegando a ser finalista del Torneo de Clausura 2005 chileno, marcando 7 goles en 22 partidos oficiales.

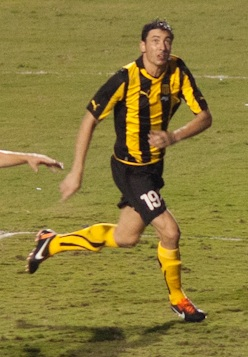
Olivera en Peñarol disputando la final de la Libertadores 2011.

Al año siguiente Juan Manuel decidió volver a Danubio, donde jugó 18 partidos y anotó 11 goles.
Tras breves pasos por el fútbol coreano, chino, y paraguayo, llegó a Universidad de Chile, en 2009, como refuerzo de cara al Apertura y la Copa Libertadores. Con este club obtuvo el Torneo Apertura, anotando 11 goles en 13 partidos, y en agosto de ese año llegó a un acuerdo para extender su contrato por tres años más. El club adquirió el 50% de su ficha en cerca de 500.000 dólares. Entre 2009 y 2010 jugó 68 partidos, marcó 45 goles y llegó a semifinales de la Copa Libertadores 2010 con el conjunto azul.
Tras su gran campaña en Chile, el goleador fue traspasado al club árabe Al Shabab en cerca de 3.000.000 de dólares, donde jugó 13 partidos y anotó 7 goles.
El 28 de diciembre de 2010 Olivera firmó contrato por un año con Peñarol de Uruguay. Su debut no oficial fue el 11 de enero ante Palestino de Chile en un partido amistoso, donde convirtió dos goles. Su primer partido oficial fue ante Miramar Misiones por la primera fecha del Torneo Clausura.
El 1 de marzo convierte sus primeros dos goles en la Copa Libertadores 2011 con la camiseta aurinegra, en la victoria de visitante por 3-1 ante el equipo argentino de Godoy Cruz de Mendoza, en el estadio Malvinas Argentinas. En dicho torneo Olivera convirtió 5 goles y llegó con Peñarol a la final del torneo.
Luego de su buena campaña en Peñarol regresó al fútbol de Medio Oriente, esta vez al Al Wasl, equipo dirigido por el exfutbolista argentino Diego Armando Maradona.
Volvió a Peñarol a mitad del 2012, donde lograría el Campeonato Uruguayo 2012-13 además fue el goleador de la temporada con 18 goles. Convirtió 13 goles en el Apertura donde le anotó un gol a Juventud de Las Piedras en un 2 a 0 en la penúltima fecha que le dio el título, y 5 en el Clausura; en este torneo marcó un gol clave frente a Progreso, partido que terminó 1 a 0, triunfo que fue decisivo para obtener la  Tabla Anual en el cierre del Uruguayo.
En 2013 fue fichado por el Náutico de la ciudad de Recife, en el Noreste de Brasil. Pero tras los malos resultados del equipo fue descendido en el final de campeonato. En este club no logró brillar, y en 2014, vuelve al Club Atlético Peñarol.
En junio de 2015 luego de terminar el Clásico del fútbol uruguayo donde su equipo perdió 3-2 , a Juan Manuel se le venció el contrato con Peñarol y quedó libre, finalmente el 4 de julio Danubio lo incorpora al equipo.
Con Danubio Fútbol Club comenzó muy bien, dejando centellear su gran capacidad de gol. Poco a poco se fue diluyendo, finalizando su estadía en Danubio en el 2017.
En este mismo año, lo contrata River Plate uruguayo. Ha disputado 94 partidos, convirtiendo 20 goles y 13 asistencias.
En 2021 vuelve a Danubio Fútbol Club, en donde disputaría el Campeonato Uruguayo de Segunda División. Con el club lograría la vuelta al Campeonato Uruguayo de Primera División, tras lograr el subcampeonato, Olivera se retiraría como jugador profesional, regresando a Primera División al cuadro donde comenzó como jugador profesional.   

### Trayectoria como director técnico
En 2022 asumió como director técnico en la sub-20 de Peñarol con Damián Macaluso como ayudante técnico, disputó la primera final  de la Copa Intercontinental Sub-20 contra el Benfica de Portugal en el Centenario. El partido terminaría con derrota por 1-0.

## Estadísticas

### Clubes
| Club                    | País           | Año           | Partidos | Goles | Media goleadora |
| ----------------------- | -------------- | ------------- | -------- | ----- | --------------- |
| Danubio                 | Uruguay        | 2001-2004     | 109      | 39    | 0,35            |
| San Lorenzo             | Argentina      | 2004          | 13       | 5     | 0,38            |
| Cruz Azul               | México         | 2005          | 7        | 2     | 0,29            |
| Universidad de Chile    | Chile          | 2005          | 21       | 8     | 0,38            |
| Danubio                 | Uruguay        | 2006          | 18       | 11    | 0,61            |
| Suwon Samsung Bluewings | Corea del Sur  | 2006-2007     | 19       | 5     | 0,50            |
| Guizhou Renhe           | China          | 2007          | 21       | 3     | 0,14            |
| Libertad                | Paraguay       | 2008          | 26       | 6     | 0,23            |
| Universidad de Chile    | Chile          | 2009-2010     | 68       | 45    | 0,66            |
| Al-Shabab Club          | Arabia Saudita | 2010          | 13       | 7     | 0,54            |
| Peñarol                 | Uruguay        | 2011          | 24       | 10    | 0,42            |
| Al-Wasl                 | EAU            | 2011-2012     | 21       | 14    | 0,64            |
| Peñarol                 | Uruguay        | 2012-2013     | 33       | 20    | 0,61            |
| Náutico                 | Brasil         | 2013-2014     | 23       | 3     | 0,13            |
| Estudiantes             | Argentina      | 2014          | 14       | 2     | 0,14            |
| Peñarol                 | Uruguay        | 2014-2015     | 14       | 2     | 0,14            |
| Danubio                 | Uruguay        | 2015-2017     | 60       | 19    | 0,32            |
| River Plate             | Uruguay        | 2017-2020     | 78       | 20    | 0,26            |
| Danubio                 | Uruguay        | 2021          | 15       | 1     | 0,06            |
| Total Carrera           | Total Carrera  | Total Carrera | 610      | 222   | 0,36            |

#### Hat-tricks
| 1 | 28 de julio de 2002   | Danubio - Villa Española                  |  | 4 - 1 | Torneo Apertura 2002              |
| 2 | 9 de mayo de 2004     | Danubio - Miramar Misiones                |  | 4 - 3 | Torneo Clasificatorio 2004        |
| 3 | 2 de julio de 2006    | Danubio - Rampla Juniors                  |  | 5 - 1 | Liguilla Pre-Libertadores 2005-06 |
| 4 | 30 de enero de 2010   | Deportes La Serena - Universidad de Chile |  | 2 - 4 | Campeonato Chileno 2010           |
| 5 | 3 de abril de 2010    | Universidad de Chile - Unión Española     |  | 4 - 3 | Campeonato Chileno 2010           |
| 6 | 16 de octubre de 2011 | Al-Wasl - Sharjah FC                      |  | 3 - 0 | UAE Pro League 2011-12            |
| 7 | 13 de octubre de 2012 | Cerro Largo - Peñarol                     |  | 2 - 4 | Torneo Apertura 2012              |
| 8 | 23 de agosto de 2015  | Danubio - Cerro                           |  | 3 - 1 | Torneo Apertura 2015              |

### Entrenador
| Equipo              | Div.                | Temporada           | Liga  | Liga | Liga | Liga | Liga |       | Copa | Copa | Copa | Copa  |   | Internacional | Internacional | Internacional | Internacional | Internacional |   | Otros | Otros | Otros | Otros |    | Totales     | Totales | Totales | Totales | Totales | Totales | Totales | Totales |
| Equipo              | Div.                | Temporada           | Part. | G    | E    | P    | Pos. | Part. | G    | E    | P    | Part. | G | E             | P             | Pos.          | Part.         | G             | E | P     | Part. | G     | E     | P  | Rendimiento | GF      | GC      | Dif.    |         |         |         |         |
| ------------------- | ------------------- | ------------------- | ----- | ---- | ---- | ---- | ---- | ----- | ---- | ---- | ---- | ----- | - | ------------- | ------------- | ------------- | ------------- | ------------- | - | ----- | ----- | ----- | ----- | -- | ----------- | ------- | ------- | ------- | ------- | ------- | ------- | ------- |
| Peñarol · Uruguay   | 1.ª                 | 2023                | 2     | 0    | 1    | 1    | Int. | -     | -    | -    | -    | -     | - | -             | -             | -             | -             | -             | - | -     | 2     | 0     | 1     | 1  | 16.67%      | 1       | 2       | -1      |         |         |         |         |
| Peñarol · Uruguay   | Total               | Total               | 2     | 0    | 1    | 1    | -    | -     | -    | -    | -    | -     | - | -             | -             | -             | -             | -             | - | -     | 2     | 0     | 1     | 1  | 16.67%      | 1       | 2       | -1      |         |         |         |         |
| Danubio · Uruguay   | 1.ª                 | 2025                | 21    | 5    | 7    | 9    | -    | 0     | 0    | 0    | 0    | -     | - | -             | -             | -             | -             | -             | - | -     | 21    | 5     | 7     | 9  | 34.92%      | 21      | 26      | -5      |         |         |         |         |
| Danubio · Uruguay   | Total               | Total               | 21    | 5    | 7    | 9    | -    | 0     | 0    | 0    | 0    | -     | - | -             | -             | -             | -             | -             | - | -     | 21    | 5     | 7     | 9  | 34.92%      | 21      | 26      | -5      |         |         |         |         |
| Total en su carrera | Total en su carrera | Total en su carrera | 23    | 5    | 8    | 10   | -    | 0     | 0    | 0    | 0    | -     | - | -             | -             | -             | -             | -             | - | -     | 23    | 5     | 8     | 10 | 33.33%      | 22      | 28      | -6      |         |         |         |         |
| 1.                  |                     |                     |       |      |      |      |      |       |      |      |      |       |   |               |               |               |               |               |   |       |       |       |       |    |             |         |         |         |         |         |         |         |

#### Resumen por competencias
| Competición                 | Partidos | Ganados | Empatados | Perdidos | %      | Resultado   |
| --------------------------- | -------- | ------- | --------- | -------- | ------ | ----------- |
| Primera División de Uruguay | 23       | 5       | 8         | 10       | 33.33% | En disputa  |
| Copa AUF Uruguay            | 0        | 0       | 0         | 0        | 0%     | En disputa  |
| TOTAL                       | 23       | 5       | 8         | 10       | 33.33% | Sin Títulos |

## Palmarés

### Títulos nacionales
| Título                            | Club                 | País           | Año  |
| --------------------------------- | -------------------- | -------------- | ---- |
| Torneo Clausura                   | Danubio              | Uruguay        | 2004 |
| Campeonato Uruguayo               | Danubio              | Uruguay        | 2004 |
| Torneo Apertura                   | Danubio              | Uruguay        | 2006 |
| Campeonato Uruguayo               | Danubio              | Uruguay        | 2006 |
| Torneo Clausura                   | Libertad             | Paraguay       | 2008 |
| Torneo Apertura                   | Universidad de Chile | Chile          | 2009 |
| Copa Federación de Arabia Saudita | Al-Shabab            | Arabia Saudita | 2010 |
| Torneo Apertura                   | Peñarol              | Uruguay        | 2012 |
| Campeonato Uruguayo               | Peñarol              | Uruguay        | 2013 |
| Torneo Clausura                   | Peñarol              | Uruguay        | 2015 |

### Distinciones individuales
| Distinción                                                 | Año     |
| ---------------------------------------------------------- | ------- |
| Máximo goleador del Torneo Clausura (12 goles)             | 2006    |
| Máximo goleador de la Liguilla Pre-Libertadores (5 goles)  | 2006    |
| Mejor Deportista Extranjero en Chile                       | 2009    |
| Máximo goleador del Torneo Apertura (13 goles)             | 2012    |
| Máximo goleador del Campeonato Uruguayo (18 goles)         | 2012-13 |
| Top 7.º máximo goleador extranjero de Universidad de Chile | 2014    |